# شهر نقره‌ای (فیلم ۲۰۰۴)
شهر نقره‌ای (انگلیسی: Silver City) فیلمی در ژانر جنایی و کمدی-درام به کارگردانی جان سایلس است که در سال ۲۰۰۴ منتشر شد.

## بازیگران
- دنی هوستون
- کریس کوپر
- ریچارد درایفس
- مری کی پلیس
- مایکل مورفی
- ماریا بلو